# Les Rallizes Dénudés
Les Rallizes Dénudés (裸のラリーズ, Hadaka no Rallizes) was een van de vroegste en meest revolutionaire Japanse psychedelische-rockbands, opgericht in 1967.

## Geschiedenis
De groep is decennia lang actief geweest, maar leidde een obscuur en teruggetrokken bestaan, zelfs in hun thuisland. De band wordt beschouwd als een belangrijke schakel in de ontwikkeling van het genre noiserock: de muziek is rauw en met veel distortion. Tegenwoordig wordt de band gezien als een legende en hebben ze een cultstatus, ook in het Westen.
De band bracht tijdens haar bestaan maar een beperkt aantal platen uit, waarvan de meeste live-platen zijn. Daarnaast bestaat er een grote aantal onofficiële bootlegs, vooral van live-optredens. Ondanks de onbekendheid heeft de band een grote invloed gehad op de hedendaagse noiserock en psychedelische muziek.

## Bandleden

### Laatst bekende bezetting
- Mizutani Takashi (zang en gitaar)
- Kato Takashi (drums en alle overige percussie)
- Tada Takashi (basgitaar)

### Oud-leden
- Moriaki Wakabayashi (basgitaar)
- Tsutomu Matsumoto (drums)
- Takeshi Nakamura (basgitaar)
- Shunichiro Shoda (drums)
- Hiroshi Nar (gitaar)
- Toshirou Mimaki (drums)
- Makoto Kubota (gitaar, basgitaar, percussie)

## Discografie
- 1973 - Oz Days Live (dubbel-lp, Oz)
- 1973 - Field of Artificial Flower
- 1975 - Wild Party (cd)
- 1991 - 67-69 Studio Et Live (cd, SIXE-0101)
- 1991 - Mizutani (cd, SIXE-0203)
- 1991 - 77 Live (dubbel-cd, SIXE-0400)
- 1992 - Les Rallizes Denudes (video, Ethan Mousik Co, Ltd.)
- 1996 - Etcetera Vol 2. (7 inchsingle + tijdschrift)
- 2002 - Smokin' Cigarette Blues '69 (cd-single)
- 2006 - Cradle Saloon '78 (4 cd-r's, Univive)
- 2007 - Cable Hogue Soundtrack (cd)

### Bootlegs
- 1995 - Heavier Than a Death in the Family (cd-heruitgave, 2002)
- 2002 - Down & Out in Tokyo (cd-r)
- 2003 - Blind Baby Has It's Mothers Eyes (cd-r)
- 2003 - Le 12 Mars 1977 A Tachikawa (dubbel-cd)
- 2004 - Mars Studio 1980 (3 cd-r's, Univive)
- 2005 - Laid Down '76 (4 cd-r's Univive)
- 2005 - Double Heads (4 cd-r's, Univive)
- 2005 - Black Rainbow (2 cd-r's, Univive)
- 2005 - Double Heads Limited Edition (6 cd-r's, Univive)
- 2006 - Laid Down '76 Again (cd-r, Univive)
- 2006 - One More Night Tripper (4 cd-r's, Univive)
- 2006 - Great White Wonder (4 cd-r's, Univive)
- 2006 - Live @ Kinjougakuen University October 30 1976 (cd, Ignuitas)
- 2006 - Naked Diza Star (driedubbel-cd)
- 2006 - Twin Silver (dubbel-cd, Ignuitas)
- 2008 - Eve Night 1983 (cd, Ignuitas)